# 伍代健人

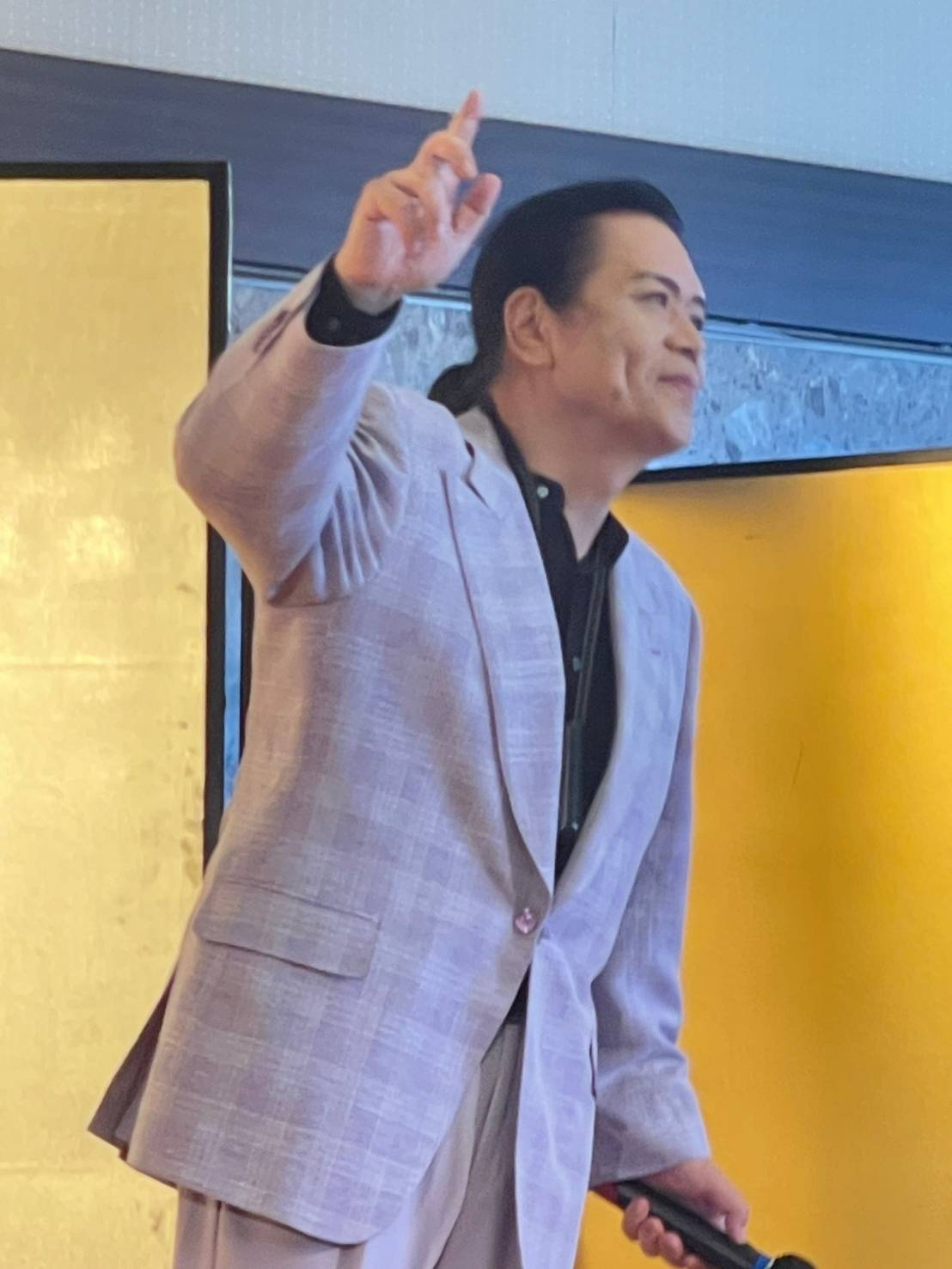
歌手・伍代健人

伍代 健人（ごだい けんと）は、日本の歌手。本名：桑代 秀信（くわしろ ひでのぶ）。鹿児島県知覧町郡出身。テイチクエンタテインメント所属。

## 人物・来歴
- 1976年高校生の時に、日本テレビ『歌まね振りまねスターに挑戦!!・森田健作特集』に出演し、チャンピオン獲得したのをきっかけに芸能界に入りたいと父親に相談するが、反対されて家出をする。
- 名古屋と東京で数々のアルバイトをしながら歌や芝居、司会、ナレーション等を勉強し、本名の桑代秀信であらゆるイベントやラジオ・テレビ等に出演。
- 1979年、歌謡曲のイントロにナレーションを語る歌謡ナレーター・結城秀信としての活動を始める。
- 10代の頃に居候していた恩人の紹介で作曲家の片山隼と出会う。
- 1982年6月、「身の上ばなし」で東芝EMIから芸名・大ケンサクでレコードデビュー。
- 1982年10月、「大ケンサクディナーショーin岐阜」を開催する。
- その他数多くのイベントやテレビ・ラジオ出演等を多忙にこなしていたが、一年後に交通事故にあい一年間の入院を要する重症のため、歌手活動を一旦休業。
- 退院後、心機一転でロックやポップスやニューミュージック等を勉強。この頃の趣味のコスプレが功を成し、普段着の袴姿の金田一耕助スタイルが話題になり、中京テレビ『5時SATマガジン・ローカルスターベスト10』に毎週出演。それと同時期にテレビCMリクルート就職情報の出演が決まり、プロレスラーのサンダー杉山と現在は、中京テレビアナウンサーの佐藤啓と共演。
- 日常的に金田一耕助のコスプレをしている桑代秀信が読売テレビ『2時のワイドショー』でも紹介される。メンバー二人（身長204cmの榎並和廣と声楽家の野口洋子）をスカウトして三人グループ、パロコメシンガーズ「ざKENT」を結成し、本名の桑代秀信として金田一耕助スタイルでリーダーになり、それを機にキングレコードに移籍。
- 1984年1月、ざKENTで「愛♡結婚（たびだち）/Good luck Friends」をリリースし、ざKENTでNHKのオーディションを受け合格する。ざKENTのキャラが濃いためか歌の仕事の他にテレビ出演の依頼が増え、フジテレビや日本テレビ、読売テレビ、毎日放送他多数に出演。
- 1984年3月、岐阜長良川ホテルにて「ざKENTディナーショー」が開催される。
- 1984年8月、岐阜県岐阜市文化会館にて「ざKENTコンサート」が開催される。その他、岐阜バス「ざKENTスキーツアー」、名古屋まつりにて「ざKENT」ゲスト出演や群馬県水上温泉松乃井ホテル一か月公演他多数の全国イベント等を開催。
- 1986年9月、ざKENTの一人のメンバーの都合により解散を余儀なくされ、ソロに戻り大ケンサクとして活動する事になる。
- 1986年11月、「こまどり姉妹ショー」一か月公演の最中で急遽、司会者の降板によりに司会と前歌で抜擢される。こまどり姉妹の偉大さをそばで見て、もう一度初心に戻り芸能界のしきたり等を一から学びたいと「こまどり姉妹」に弟子入りを願い師事。これを機に、こまどり姉妹の長内敏子（妹）に芸名を付けてもらい、大ケンサクから吾代健十に改名する。
- 1990年、札幌の広告代理店からの依頼で北海道限定盤「小樽故郷」をリリース。その後、配信のみの「漁場恋歌」をリリース（後にYouTubeで配信される）。
- 1993年、フジテレビ『スターどっきり大作戦』に出演。プロデューサー役で大仁田厚を騙す役を演じる。
- 1996年9月、こまどり姉妹の下で11年間、司会と前歌、舞台監督等を勤め礼儀作法や芸能界の「しきたり」等を学び独立する。
- 1996年10月23日、ボニージャックスリーダー西脇久夫のプロデュースで「歴史の声が聞こえる～土方歳三」「季節に寄せて・娘へ」をキングレコードからリリース。
- 銀座三越と日本橋三越にて吾代健十新曲発表会が開催される。
- 1997年、オリコン創始者の小池聰行社長に師事し「オリコン右脳スクール」右脳歌唱法認定歌手認定講師となり、小池聰行直々に歌唱法の指導を任せられる。小池聰行著書『右脳歌唱法』に吾代健十で掲載される。
- 1998年11月、浜松コンコルドホテルにて「吾代健十ディナーショー」が開催される。
- 1999年10月、東京目白椿山荘にて「吾代健十ディナーショー」が開催される。
- 1999年12月22日・23日、京都東急インにて「吾代健十クリスマスディナーショー」が2日間開催される。
- 1999年12月24日、サーラシティ浜松にて「吾代健十クリスマスディナーショー」が開催される。
- 2000年5月、東京ひの新選組まつり土方歳三役で出演。
- 2000年12月～2001年3月、テレビ埼玉SFドラマ『侵略美少女ミリ』に謎の演歌歌手吾代健十（本人）役で準レギュラーで出演。挿入歌「しょせん銀河は流星雨」の収録をする。
- 2001年3月、キングレコードから「伊豆湯の町ブルース」「男の事情」がリリースされる。
- 「歴史の声が聞こえる～土方歳三～」「季節に寄せて・娘へ」がJOYSOUNDカラオケ配信される。
- ラジオ日本「吾代健十と西川峰子の歌友」レギュラー出演。
- 2003年～2018年までの15年間は歌手とは別にモノマネタレント「ごだいけんと」として全国各地のイベントやディナーショー等モノマネショーを中心にステージで活動する。
- 2018年～、歌手をメインにNack5の元ディレクターでマジシャン＆シンガーソングライターの諸平哲司と新宿曙橋ライブハウスコタンでコラボのライブを4年間続ける。
- 2019年、諸平哲司作詞・作曲・プロデュースで「あんたが一番」「こだわり」シングルCDを発売。
- 2021年12月15日、キングレコードからテイチクエンタテインメントに移籍し、芸名を伍代健人に改名。移籍第一弾、昭和歌謡の要素を持つロックバラード「心のままにあれ」とキングレコード時代にリリースした「季節に寄せて・娘へ」を歌のリメイクをしてカップリングとしてメジャーリリース。カラオケジョイサウンドとDAMにも配信される。
- 2022年～2023年、伍代健人としてラジオ出演やテレビのBS12、BSフジ等に出演しながら・昭和歌謡ショー・ものまねショー、CDキャンペーン等で全国にわたって活動中。

## ディスコグラフィ

### 「大ケンサク」（1982年6月）
- 身の上ばなし（作詞：西村道夫/作曲：片山隼／編曲：曽根幸明）
- あなたとお酒で（作詞：西村道夫/作曲：片山隼/編曲：曽根幸明）

### 「ざKENT」（1984年1月）
- 愛♡結婚（作詞・作曲：小倉淳/編曲：藤野浩一）
- GoodlackFriends(作詞・作曲：小倉淳/編曲：藤野浩一)

### 「吾代健十」（1996年10月）
- 歴史の声が聞こえる～土方歳三～（作詞：吉田里美/作曲・編曲：山口順一郎）
- 季節に寄せて・娘へ（作詞：吉田里美/作曲・編曲：山口順一郎）2001年3月
- 伊豆湯の町ブルース（作詞・作曲：本木元/編曲：辻行治）
- 男の事情（作詞：吉田里美/作曲：秋田正夫/編曲：辻行広）1993年
- 小樽故郷（作詞・作曲：村上慶洋/編曲：平野勇）
- 漁場恋歌（作詞・作曲：蒔田俊明/編曲：黒沢秀一）2019年
- あんたが一番/こだわり（作詞・作曲：諸平哲司）2000年12月
- しょせん銀河は流星雨（作詞：木全直弘/作曲：羽野誠司）

### 「ゴダイケント」
- 諸平哲司プロデュースで芸名ゴダイケントとして「あんたが一番」「こだわり」特別盤リリース。

### 「伍代健人」2021年12月
- 心のままにあれ（作詞：長岡哲也/作曲：ムロマサノリ/編曲：猪股義周）
- 季節に寄せて・娘へ（作詞：吉田里美/作曲・編曲：山口順一郎）

## 出演

### テレビ

#### 桑代秀信
- スターに挑戦（日本テレビ）
- 歌って走ってキャラバンバン（テレビ高知）
- 2時のワイドショー（読売テレビ）
- 5時SATマガジン（中京テレビ） 他多数

#### 大ケンサク
- 輝けカラオケ大賞・ゲスト出演（岐阜放送）

#### ざKENT
- 11PM（読売テレビ）
- オールナイトフジ（フジテレビ）
- 突然ガバチョ!（毎日放送）
- 8時だョ!全員集合（TBS）他多数

#### 吾代健十
- スターどっきり大作戦（フジテレビ）
- ブランドアゴーゴー（フジテレビ）
- 演歌放浪記・こまどり姉妹二人旅（札幌テレビ）
- 侵略美少女ミリ（テレビ埼玉） 他多数

#### ごだいけんと
- 「5時に夢中」東京MX

#### 伍代健人
- ハッピーミュージック～藤森美伃と共に～（BS12 TwellV）
- 三沢あけみのお茶会歌謡界（BS12 TwellV）
- 夢劇場歌謡フェスティバル（BSフジ） 他多数

### ラジオ
- ざKENTの愛♡結婚TABIDACHI（岐阜放送）
- 吾代健十と西川峰子の歌友（ラジオ日本）　他単発出演多数

### CM
- リクルート就職情報
- 農協青年団
- 農協パールライス
- 明治チョコトルテ
- コンビニサンチェーン
- 日創グループ

### BOOK
- 1996年8月学研「不沈戦艦　紀伊」（2）著者「子竜蛍」登場人物桑代秀信で掲載
- 1997年12月オリコン出版「右脳歌唱法」著者「小池聰行」吾代健十で体験談で掲載
- 2000年8月全日本舞踊協会；編集協力株式会社自由国民社発行「カラオケに勝つコツ」CD付き　著者「芳賀邦彦」吾代健十でレッスンの見本がCDに収録される。
- 2022年歌手名鑑、歌の手帳、カラオケファン、ソングブック、新曲歌謡ヒット速報 等